# سولوغلو
سولوغلو (به ترکی استانبولی: Süloğlu) یک منطقهٔ مسکونی در ترکیه است که در استان ادرنه واقع شده‌است. سولوغلو ۷۲ متر بالاتر از سطح دریا واقع شده‌است.